# San Fabian
San Fabian ist eine Gemeinde in der Provinz Pangasinan auf der philippinischen Insel Luzon unmittelbar am Golf von Lingayen. Im Jahre 2015 wohnten in dem flachen und 81,3 km² großen Gebiet insgesamt 83.025 Menschen, wodurch sich eine Bevölkerungsdichte von 1021 Einwohnern pro km² ergibt. Die Gemeinde wurde von Dominikanern gegründet und nach dem Papst Fabianus benannt. An den grauen Sandstränden gibt es einige Hotels mit internationaler Klientel unmittelbar am Meer. 
San Fabian ist in folgende 34 Baranggays aufgeteilt:
| - Ambalangan-Dalin - Angio - Anonang - Aramal - Bigbiga - Binday - Bolaoen - Bolasi - Cayanga - Gomot - Inmalog - Lekep-Butao | - Longos - Mabilao - Nibaliw Central - Nibaliw East - Nibaliw Magliba - Palapad - Poblacion - Rabon - Sagud-Bahley - Sobol - Tempra-Guilig | - Tocok - Lipit-Tomeeng - Colisao - Nibaliw Narvarte - Nibaliw Vidal - Alacan - Cabaruan - Inmalog Norte - Longos-Amangonan-Parac-Parac - Longos Proper - Tiblong |

|  |  |